# Військово-морські сили Кенії
Військово-Морські Сили Кенії — військово-морська частина кенійських військових сил . Штаб-квартира знаходиться в Момбасі .
ВМС Кенії має базу в Момбасі (Мтонгве), Шимоні, Мсамбвені, Малінді, Кіліфі, також з 1995 року ще одну базу, яка розташована в Манді (частина архіпелагу Ламу).

## Історія
ВМС Кенії було створено 12 грудня 1964 року, рівно через рік після здобуття незалежності Кенії. Йому передував колоніальний Королівський Східно-Африканський ВМС (REAN). Після розформування КСА ВМС у 1962 році Східноафриканські залізниці та гавані взяли на себе контроль над військово-морськими операціями в колишніх східноафриканських колоніях. Поки незалежні держави не створили власні флоти.
У 1972 році майор J.C.J. Кімаро був підвищений підполковником президентом Джомо Кеньятта і призначений першим командиром ВМС Кенії. Він загинув в дорожньо - транспортній пригоді у 1978 році, генерал - майор Е. С. Мбілу взяв на себе командування до 1988 року. Коли бригадир J.R.E. Кібвана був підвищений до генерал — майора його призначили командувачем ВМС, замінивши генерал — майора Є. С. Мбілу.
У 2010 році повідомлялося, що Спеціальна група 4, Військово — Морських сил США допомагає у створенні нового підрозділу спеціальних човнів Кенії у складі ВМС Кенії.
4 вересня 2012 року ВМС Кенії було обстріляно сомалійське місто Кісмайо . Це було частиною наступу Африканського Союзу, ціллю якої було захоплення міста та звільнення від бойовиків аль-Шабабу під час війни в Сомалі . Гавань та аеропорт були обстріляні декілька разів. Згодом в ООН було підтверджено, що експорт деревного вугілля через обстріляне місто Кісмайо є основним джерелом доходу для аль-Шабабу.

## Чини
Номенклатура рангів Кенійського флоту не є відповідною до загальноприйнятих чинів. Вона більше схожа до чинів Сухопутних військ.
Офіцерські звання
- Другий лейтенант (мічман)
- Лейтенант (підпоручик)
- Капітан (перший лейтенант)
- Майор (командир лейтенанта)
- Підполковник (командир)
- Полковник (капітан)
- Бригадний (коммодор)
- Генерал-майор (контр-адмірал)
- Генерал-лейтенант (віце-адмірал)
- Генерал (адмірал)

## Відомі керівники
Командир ВМС
- Командир E.M.C. Walker, RN 1964—1967
- Командир А. А. Пірс, РН 1967—1969
- Командир W.A.E. Халл, RN 1969—1972 — останній офіцер Королівського флоту, який командував ВМС Кенії
- Підполковник J.C.J. Кімаро 1972—1978 — перший очільник кенійського флоту
- Генерал-майор Е. С. Мбілу 1978—1988
- Генерал-майор J.R.E. Кібвана 1988—1998
- Генерал-майор Абуд Абдалла Рафруф 1998—2002 рр
- Генерал-майор пастор О. Авітта 2002—2006
- Генерал-майор Самсон Джефва Муатте, 2006—2011
- Генерал-майор Нджева Мкала 2011 — серпень 2015 року
- Генерал-майор Леві Ф. Мгалу, серпень 2015–

## Флот

### Поточні судна

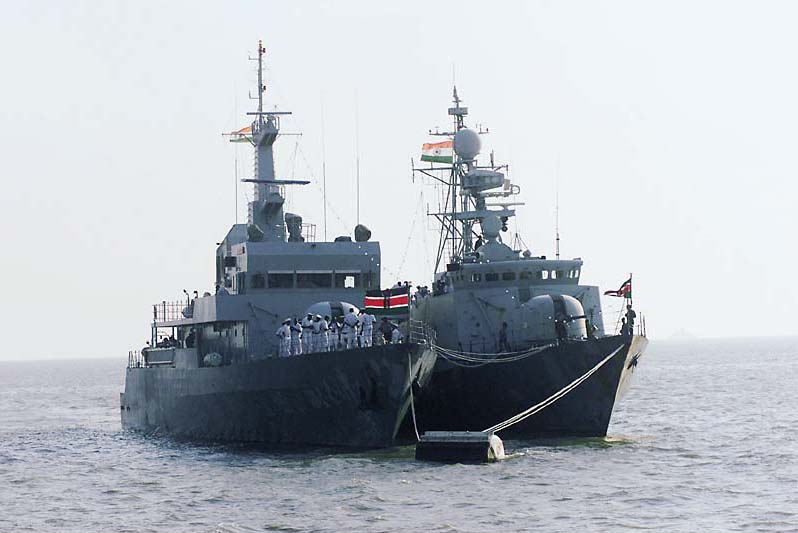
КНС Shujaa і КНС Nyayo під час Міжнародного огляду флоту Індії

- Оглядовий корабель і морське патрульне судно класу Jasiri, верф Gondan, Іспанія.[6]
  - P3124 KNS Jasiri

Побудований як океанографічний оглядовий корабель, але пізніше оснащений озброєнням на причалі Мкунгуні ВМС. У ВМС з 29 серпня 2012 року. На даний момент це найбільше судно флоту. Довжина 85 метрів, водотоннажність 1400 тонн, максимальний екіпаж — 81 особа.
- Морське патрульне судно класу P400
  - P3134 KNS Harambee II

Колишній французький патрульний корабель класу P400 La Rieuse . Судно цього класу було подароване Францією задля патрулювання проти піратів.
- Великі патрульні катери класу Шупаву, верф Gondan, Іспанія.[8]
  - P6129 KNS Shujaa
  - P6130 KNS Shupavu

Побудований за стандартами цивільного судна в 1997 році. На службі з 1997 року. Озброєний 76-мм і 30-мм зброєю.
- Ракетні катери класу Nyayo
  - P3126 КНС Nyayo
  - P3127 КНС Umoja

Побудовані Воспером Торникрофтом, були виставлені на озброєння у 1987 році. Озброєний 4 — ма протикорабельними ракетами класу Otomat SSM, 1 76 мм OTO DP, 1 подвійний 30 мм АА, 2 — 20 мм кулемети З березня 2009 року по липень 2011 року ці кораблі отримали переоснащення на Fincantieri, верфі Muggiano в північній Італії, в ході якого були вилучені ракети поверхня-поверхня (SSM). Кораблі цього класу завдовжки 57 метрів, водотоннажність 450 тонн і мають 45 осіб екіпажу.
- Малі ракетні катери класу Мадарака
  - P3100 KNS Mamba — класифікується як клас Mamba

Поставлявся з 1974—1976 рр. («Мамба» була поставлена в 1976 р.) І побудована Брук Марін разом з трьома іншими класами. KNS Mamba має непрацюючу ракетну систему і в даний час використовується як ОПВ. Залишки класу вийшли з експлуатації та переведені в резерв. Раніше озброєний 4-ма Габріель SSM, 1 подвійний 30 мм АА.
- Середній десантний корабель класу Galana / River Class (LSM) / прибережні логістичні кораблі
  - L39 KNS Tana
  - L38 KNS Galana

Побудований Construnaves-CEN, Гондан, Іспанія, доставлений у грудні 1993 року з Іспанії та введений в експлуатацію в 1994 році. Використовується для логістики. Ці кораблі беззбройні та використовуються для ведення бойових дій на землі.
- Архангельський клас RHIB (реактивний човен)[14]
  - 1 — 12-метровий IPV: Побудований SAFE Boats International та пожертвуваний США для Кенії у 2006 році для зменшення обігу зброї та наркотиків.[9]

- USGS Defender клас RHIB з бортовими моторами[15]
  - 5 — 7-метрові ІПВ були побудовані компанією SAFE Boats International та подаровані США в 2006 році для зменшення обігу зброї та наркотиків.[9]
- IPV категорії P101
  - Р943
  - Р944
  - Р945
  - Р946
  - P947

Ці колишні патрульні катери ВМС Іспанії були побудовані компанією ARESA (Аренис дель Мар, Барселона) з 1978 по 1982 рік. Придбані Кенією в 1995 році. Кожний довжиною 12 м, з максимальною швидкістю 16 кк, і озброєна 12,7-мм кулеметом.
- Тендерні кадри

Два судна побудовані Коузами в 1998 році. Кожен може перевозити 136 пасажирів.
- YTB Harbor Tug
  - КНС Ngamia

Побудовані Джеймсом Ламоном, Порт Глазго в 1969 році для портової адміністрації Момбаса і переданий військово-морському флоту в 1983 році.
Чотири 10-метрових металеві акули RHIB, що працюють на подвійних двигунах Yamaha на 300 кінських сил. Подарований ВМС США для Кенії у червні 2015 року.